# 1984年上海
|        | 上海历史 |
| 世紀： | 19世紀上海 \| 20世紀上海 \| 21世紀上海                                                                                     |
| 年代： | 1950年代上海 \| 1960年代上海 \| 1970年代上海 \| 1980年代上海 \| 1990年代上海 \| 2000年代上海 \| 2010年代上海               |
| 年份： | 1980年上海 \| 1981年上海 \| 1982年上海 \| 1983年上海 \| 1984年上海 \| 1985年上海 \| 1986年上海 \| 1987年上海 \| 1988年上海 |
| 紀年： | 甲子年（鼠年）、上海开埠141周年、上海设市57周年                                                                            |

## 主要官员

### 党委
- 市委第一书记：陈国栋

### 人大
- 人大常委会主任：胡立教

### 政府
- 市长：汪道涵

### 法院
- 院长：华联奎

### 检察院
- 检察长：王兴

### （党）纪委筹备组，行使纪委职权→（党）纪委
- 组长→书记：王尧山[註 1]

### 政协
- 主席：李国豪

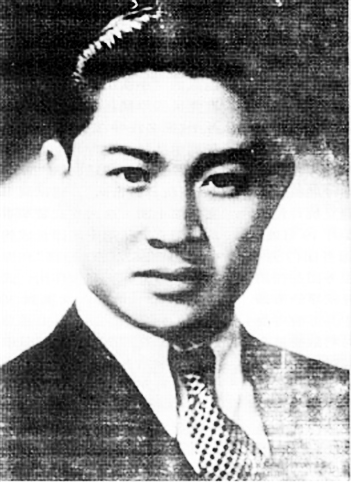
市长汪道涵

## 大事記
- 1月10日——上海万国公墓被改名為宋庆龄陵园。
- 1月27日——举行宋庆龄雕像揭幕典礼。
- 3月11日——中国大陸第一例人工授精的男婴在上海出世。[2]
- 4月8日——上海研制的长征三号运载火箭成功发射中国第一颗地球静止轨道试验通信卫星。当月又成功发射一颗地球同步试验通讯卫星。
- 4月10日——上海运动员朱建华在埃伯斯特国际跳高比赛中，以2.39米成绩打破世界纪录。
- 8月31日——上海市区行政区划调整扩大，川沙、上海、嘉定、宝山4县的部分乡镇地域划入市区管辖。
- 9月28日——上海植物园建成并开馆。
- 10月,第十届亚洲女子篮球锦标赛在上海举行，自解放后，上海首次承办由国际体育组织设立的洲际体育比赛。
- 11月,上海全市实行居民身份证制度。